# Peter Sutter

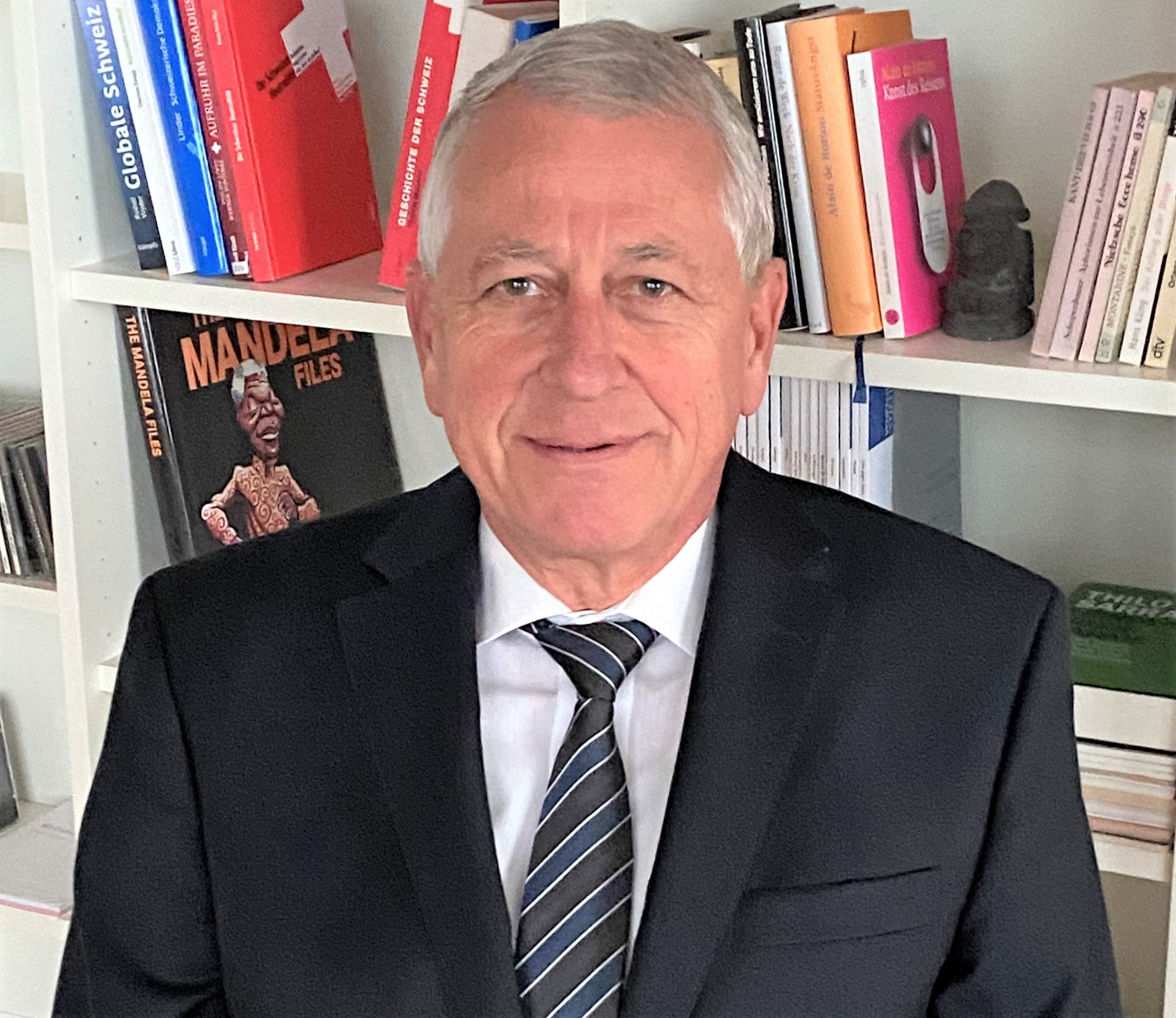
Peter Sutter (2020)

Peter Sutter (* 13. Dezember 1948 in Herisau AR) ist ein Schweizer Diplomat.

## Werdegang
Peter Sutter studierte an der Universität Zürich (lic. iur.) und der Universität Basel (Dr. iur.) Rechtswissenschaften. 1976 erwarb er das Anwaltspatent des Kantons Zürich.
1979 trat er in den diplomatischen Dienst des Eidgenössischen Departements für auswärtige Angelegenheiten (EDA) ein.
Von 1985 bis 1991 war er Erster Mitarbeiter an den Schweizer Botschaften in Nairobi und anschliessend in Helsinki.
1991 übernahm er an der Zentrale die Leitung des neu geschaffenen Dienstes für Friedensfragen. In dieser Funktion organisierte und führte er die Delegation von hundert Schweizer Wahlbeobachtern während der ersten allgemeinen freien Wahlen in Südafrika nach der Ära der Apartheid im April 1994 im Rahmen der United Nations Observer Mission in South Africa (UNOMSA).
1994 wurde Sutter im Rang eines Major General (Divisionär) mit der Führung der Schweizer Delegation in der Neutralen Überwachungskommission in Korea (NNSC) in Panmunjom/Korea betraut.
Anfang 2000 eröffnete Sutter als Missionschef in Pristina das Schweizerische Verbindungsbüro zur United Nations Mission in Kosovo (UNMIK).
2002 leitete er als Botschafter die Politische Abteilung VI „Schweizer im Ausland“ an der Zentrale. In dieser Funktion führte er wiederholt den Krisenstab des EDA, u. a. 2003 bei der Geiselaffäre in der Sahara sowie 2004/2005 bei der Tsunami-Katastrophe in Südostasien.  Bis zu seiner Pensionierung Ende 2010 war Sutter Schweizer Botschafter in den Philippinen.

## Privates
Von 2011 bis 2017 begleitete er seine Ehefrau Irene Flückiger Sutter, welche in Kapstadt und darauf in Stuttgart als Schweizerische Generalkonsulin tätig war. Peter Sutter hat zwei erwachsene Söhne und lebt seit 2019 mit seiner Ehefrau in St. Gallen.